# Jorge Carlos Fonseca
Pour les articles homonymes, voir Jorge Fonseca.
Jorge Carlos de Almeida Fonseca, né le 20 octobre 1950 à Mindelo, est un homme d'État cap-verdien, membre du Mouvement pour la démocratie (MPD). Il est élu président de la République lors de l'élection présidentielle du 21 août 2011 et réélu le 2 octobre 2016 pour un deuxième mandat.

## Biographie

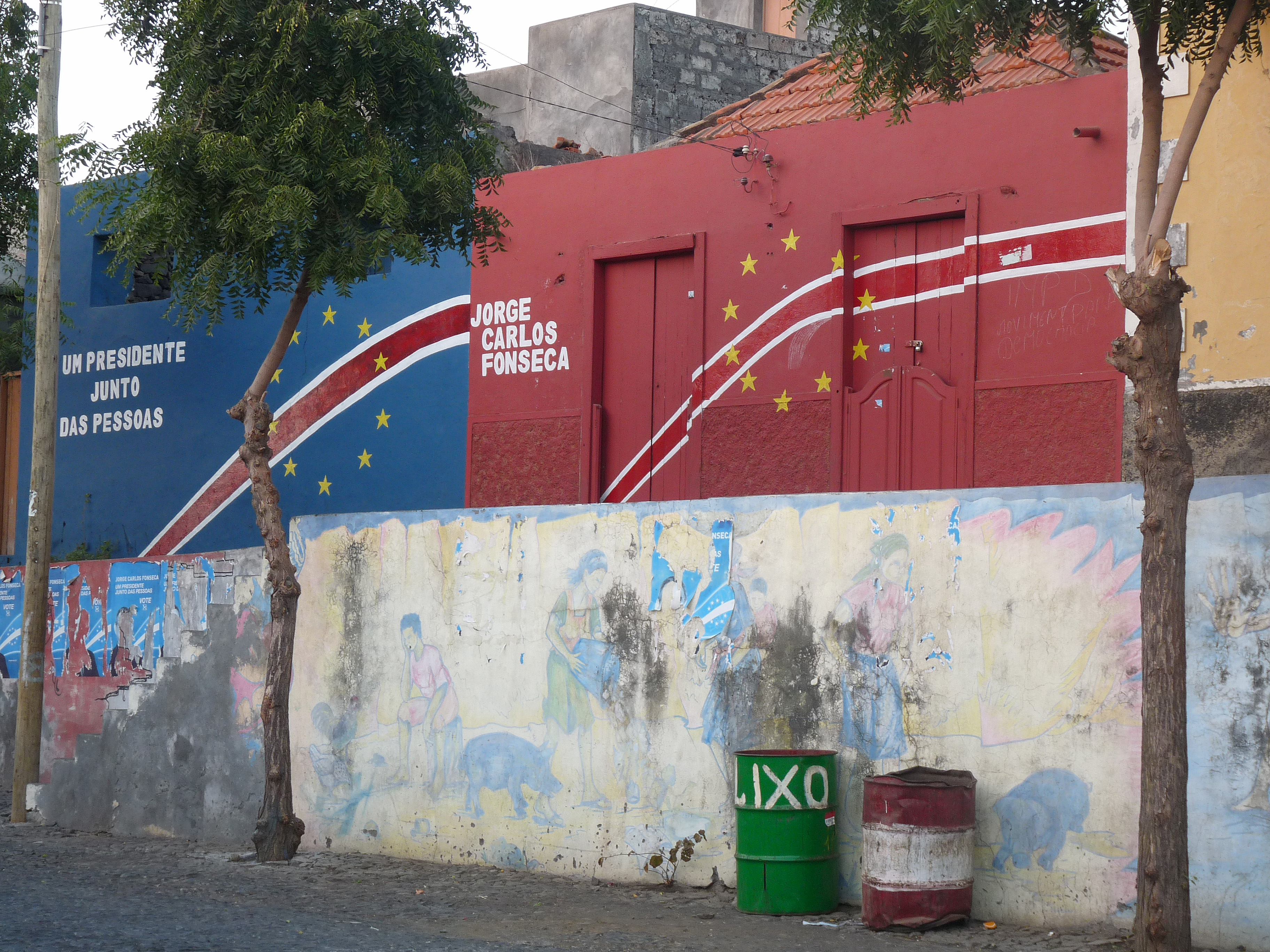
Soutien à Jorge Carlos Fonseca sur les murs de São Filipe.

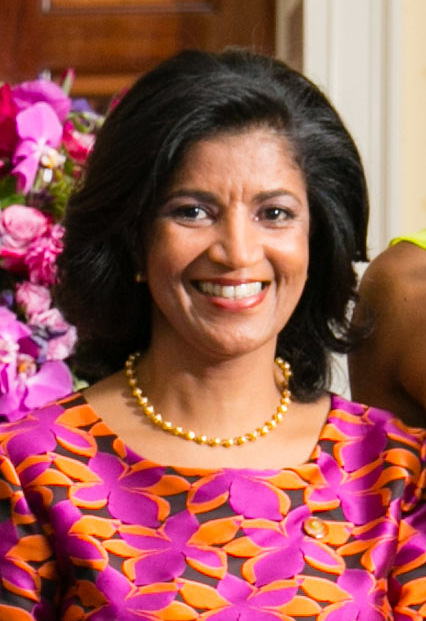
Lígia Fonseca

Jorge Carlos Fonseca a milité pour indépendance du Cap-Vert dans les structures clandestines du PAIGC.
De l’indépendance à 1979, il est directeur général de l’Émigration et des services consulaires du ministère des Affaires étrangères et premier Secrétaire général de ce ministère (1975-1979).
Rompant en 1979 avec le régime de parti unique, il fonde en 1980 les Círculos Cabo-verdianos para a Democracia (CCPD - Cercles cap-verdiens pour la démocratie) et la Ligue cap-verdienne des droits de l'homme en 1982.
Après des études à la faculté de droit de Lisbonne où il obtient un master en sciences juridiques, il enseigne dans cette même université. Il devient chercheur en droit pénal à l'institut Max-Planck de Fribourg en 1986 puis professeur de droit et procédure pénale à l'institut de médecine légale de Lisbonne, directeur résident et professeur associé invité à Macao en 1989-1990.
Il a été président et professeur de l'Institut supérieur de sciences juridiques et sociales du Cap-Vert, président de la fondation Droit et Justice dont il fut l’un des fondateurs.
Succédant à Silvino Manuel da Luz, il occupe le poste de ministre des Affaires étrangères de 1991 à 1993.
En 1992, il participe à l’élaboration de la Constitution du Cap-Vert. Il participe également à l’élaboration de divers projets de loi sur les codes pénal et de procédure pénale, la loi d’exécution des sanctions criminelles, du projet de loi sur le soutien aux victimes de crimes violents et la loi des infractions fiscales et douanières.
En 1997, il fonde la revue cap-verdienne Droit et Citoyenneté.
Candidat indépendant lors de l’élection présidentielle cap-verdienne de 2001, il ne recueille alors que 3,88 % des voix. En 2001, il dirige et coordonne une étude sur l'état de la justice au Cap-Vert. En 2001-2002, il participe grâce à un contrat de chercheur avec les Nations unies aux travaux sur l’élaboration de la Constitution du Timor-Oriental. Il est élu président de la République lors de l'élection présidentielle du 21 août 2011 et réélu dès le premier tour le 2 octobre 2016 pour un deuxième mandat. Ne pouvant exercer un troisième mandat d'après la constitution, il quitte le pouvoir à la suite de l'élection présidentielle de 2021. L'élection est marquée par une nouvelle alternance politique, sans heurts, et en résultat, une cohabitation entre le nouveau président, José Maria Neves, et le premier ministre, Ulisses Correia e Silva, appartenant à deux partis politiques concurrents.

## Honneurs
- Luxembourg : Chevalier de l'Ordre du Lion d'or de la maison de Nassau (12 mars 2015).
- Pays - Bas : Chevalier Grand-Croix de l' Ordre du Lion des Pays-Bas (10 décembre 2018).
- Portugal : grand collier de l'Ordre de la liberté (10 avril 2017).
- Sénégal : Docteur Honoris Causa de l’Université Cheikh Anta Diop (UCAD) de Dakar (6 décembre 2019).